# Сухий Лог (Чаїнський район)
Сухий Лог (рос. Сухой Лог) — село у складі Чаїнського району Томської області, Росія. Входить до складу Підгорнського сільського поселення.

## Населення
Населення — 146 осіб (2010; 157 у 2002).
Національний склад (станом на 2002 рік):
- росіяни — 85 %